# Catherine Risbey
Catherine Risbey (21 de junio de 1997) es una deportista australiana que compite en taekwondo. Ganó una medalla de plata en el Campeonato de Oceanía de Taekwondo de 2016 en la categoría de –57 kg.

## Palmarés internacional
| Campeonato de Oceanía | Campeonato de Oceanía | Campeonato de Oceanía | Campeonato de Oceanía |
| Año                   | Lugar                 | Medalla               | Categoría             |
| --------------------- | --------------------- | --------------------- | --------------------- |
| 2016                  | Suva (Fiyi)           | Medalla de plata      | –57 kg                |